# こんにゃく問答 (テレビ番組)
『こんにゃく問答』（こんにゃくもんどう）は、1954年12月15日から1957年4月6日までNHKテレビ（現・NHK総合テレビ）で放送されていたトーク番組である。その後も1957年4月13日から1961年4月1日まで『こんにゃく談義』（こんにゃくだんぎ）と題して放送されていた。

## 概要
番組は、徳川夢声扮する「ご隠居さん」と柳家金語楼扮する「八っつぁん」が時事・世相について対談する模様を放送していた。また別の出演者たちをゲストに招いてのトークも月に1回ほどのペースで行っていた。夢声と金語楼は、毎回番組のラストを「おわかりかな？」「さっぱりわからねぇ…」の定型句で締めくくっていた。

## 放送時間
いずれも日本標準時、基本時間のみを掲載。

### こんにゃく問答
- 水曜 19:15 - 19:30 （1954年12月15日 - 1955年4月6日）
- 水曜 19:10 - 19:30 （1955年4月13日 - 1956年5月30日） - 放送枠が5分拡大。最後の2週分は19:45からの15分枠で放送。
- 木曜 21:10 - 21:30 （1956年6月7日 - 1956年11月1日） - 初回は22:00から放送。
- 土曜 21:27 - 21:47 （1956年11月10日 - 1957年4月6日）

### こんにゃく談義
- 土曜 21:30 - 21:50 （1957年4月13日 - 1958年4月5日）
- 土曜 22:25 - 22:45 （1958年4月12日 - 1959年4月4日） - 1958年3月21日にもこの時間帯に放送。
- 土曜 22:35 - 22:55 （1959年4月11日 - 1960年4月2日）
- 土曜 22:40 - 23:00 （1960年4月9日 - 1961年4月1日）